# 拉斐尔·贝尔赫斯
拉斐尔·贝尔赫斯（西班牙語：Rafael Berges，1971年1月21日—），西班牙男子足球运动员，司职后卫。他曾代表西班牙国奥队参加1992年夏季奥林匹克运动会足球比赛，获得一枚金牌。